# Olympische Sommerspiele 2008/Teilnehmer (Indien)
| Gelbes Symbol für Goldmedaillen mit stilisierten Olympischen Ringen | Graues Symbol für Silbermedaillen mit stilisierten Olympischen Ringen | Braundes Symbol für Bronzemedaillen mit stilisierten Olympischen Ringen |
| ------------------------------------------------------------------- | --------------------------------------------------------------------- | ----------------------------------------------------------------------- |
| 1                                                                   | —                                                                     | 2                                                                       |

Indien war mit der Teilnahme an den Olympischen Sommerspielen 2008 in Peking insgesamt zum 22. Mal bei Olympischen Spielen vertreten. Zum ersten Mal seit 1928 war das Hockey-Team der Herren mangels Qualifikation nicht im olympischen Hockeyturnier dabei.
Die erste Goldmedaille für Indien in einer Einzeldisziplin gewann der Luftgewehrschütze Abhinav Bindra. Mit insgesamt drei Medaillen waren diese Spiele die erfolgreichsten für das Land.

## Teilnehmer nach Sportarten

### Badminton
- Anup Sridhar
- Saina Nehwal

### Bogenschießen
- Dola Banerjee
- Mangal Singh Champia
- Bombayla Devi
- Pranitha Vardineni

### Boxen
- Akhil Kumar
- Dinesh Kumar
- Jitender Kumar
- Vijender Kumar (Bronze )
- Anthresh Lalit Lakra

### Judo
- Khumujam Tombi Devi
- Divya Tewar

### Leichtathletik
- Vikas Gowda
- Renjith Maheswary
- Anju Bobby George
- J. J. Shobha
- Sushmitha Singha Roy
- Pramila Aiyappa
- Preeja Sreedharan
- Surendra Singh
- Harwant Kaur
- Krishna Poonia
- Manjeet Kaur
- Mandeep Kaur
- Chitra Soman
- Raja M. Pooyamma
- Mandeep Kaur
- Sini Jose
- S. Lander

### Ringen
- Dutt Yogeshwar
- Sushil Kumar (Bronze )
- Rajiv Tomar
- Raghu Posham

### Rudern
- Devender Kumar
- Manjeet Singh
- Bajranglal Takhar

### Schießen
- Anjali Bhagwat
- Abhinav Bindra (Gold )
- Samaresh Jung
- Gagan Narang
- Manavjit Singh Sandhu
- Avneet Kaur Sidhu
- Mansher Singh
- Rajyavardhan Singh Rathore

### Schwimmen
- Virdhawal Khade
- Sandeep Sejwal
- Ankur Poseria
- Rehan Poncha

### Segeln
- Nachhatar Singh Johal

### Tennis
- Mahesh Bhupathi
- Sania Mirza
- Leander Paes
- Sunitha Rao

### Tischtennis
- Neha Agarwal
- Achanta Sharath Kamal